# São José do Rio Claro
São José do Rio Claro è un comune del Brasile nello Stato del Mato Grosso, parte della mesoregione del Norte Mato-Grossense e della microregione di Arinos.